# Lipníky
Lipníky jsou obec na Slovensku, v okrese Prešov v Prešovském kraji. V obci žije 532 obyvatel.

## Poloha
Obec leží jihozápadně od Nízkých Beskyd. Na severovýchdě ji obklopují výběžky Hanušovské pahorkatiny, na jižní straně se vypínají hřebeny Slánské pahorkatiny. Obec leží v údolí řeky Ladianky a potoků, které se do ní vlévají. Obcí vede železniční trať z Kapušan do Vranova nad Topľou a silnice I/18 z Prešova do Vranova nad Topľou.

## Historie
Obec Lipníky vznikla 28. srpna 1990 spojením obcí Lipníky, Pohrabina a Taľka.
Nejstarší je Taľka o níž je první písemný záznam v roce 1318. O části Lipníky je první písemný záznam z roku 1430, kdy byla součástí osady Šarišská Poruba. Lipníky byly v roce 1971 připojeny k obci Nemcove. Obec Pohrabina vznikla až po první světové válce.